# Cal Pobre
Cal Pobre és una obra de Tarragona protegida com a Bé Cultural d'Interès Local.

## Descripció
Edifici de planta baixa, dos pisos i golfes. Ampli vestíbul d'entrada i pati que fa cantonada entre el carrer dels Descalços i el carrer Puig d'en sitges, a la plaça de Sant Antoni. A la plaça, encastada al mur del pati, hi ha una font.